# Kopargaon
Kopargaon es una ciudad y  municipio situada en el distrito de Ahmednagar en el estado de Maharashtra (India). Su población es de 65273 habitantes (2011). 

## Demografía
Según el censo de 2011 la población de Kopargaon era de 65273 habitantes, de los cuales 33222 eran hombres y 32051 eran mujeres. Kopargaon tiene una tasa media de alfabetización del 85,08%, superiora la media estatal del 82,34%: la alfabetización masculina es del 90,69%, y la alfabetización femenina del 79,32%.